# Tabanus abiens
Tabanus abiens är en tvåvingeart som först beskrevs av Walker 1848.  Tabanus abiens ingår i släktet Tabanus och familjen bromsar. Inga underarter finns listade i Catalogue of Life.